# Il più grande uomo scimmia del Pleistocene (film)
Il più grande uomo scimmia del Pleistocene (Pourquoi j'ai pas mangé mon père), è un film d'animazione del 2015 diretto da Jamel Debbouze. 
Il film, co-produzione francese, belga, cinese e italiana, è un libero adattamento del romanzo Il più grande uomo scimmia del Pleistocene di Roy Lewis.

## Trama
Edward è un giovane uomo-scimmia, figlio maggiore del re delle scimmie, che a causa di una malformazione è discriminato. Allontanato per il suo aspetto dalla tribù si ritroverà con un amico con un problema nel suo sviluppo linguistico ad affrontare i pericoli della savana. Per poter sopravvivere aguzzerà il suo ingegno scoprendo di poter camminare in posizione eretta, il fuoco, la caccia, le moderne abitazioni, l'amore e la speranza, diventando un faro per tutte le scimmie, alle quali salva la vita dopo un uragano e un incendio del loro albero-casa, portando tutti ad una vera giungla. 